# Фред Жіл
Фред Жіл (порт. Fred Gil; нар. 24 березня 1985) — португальський тенісист.
Найвищу одиночну позицію світового рейтингу — 62 місце досяг 25 квітня 2011, парну — 105 місце — 20 вересня 2010 року.
Здобув 1 парний титул.
Найвищим досягненням на турнірах Великого шолома було 3 коло в одиночному та парному розрядах.

## Загальна статистика

### Досягнення
| W | Ф | ПФ | ЧФ | #Р | КТ | К# | P# | DNQ | A | Z# | PO | G | S | B | NMS | NTI | P | NH |

Актуально станом на завершення Відкритого чемпіонату Австралії 2017.

#### Одиночний розряд
| Турнір                                 | 2007 | 2008 | 2009 | 2010 | 2011 | 2012 | 2013 | 2014 | 2015 | 2016 | 2017 | SR     | В-П  | % перемог |
| -------------------------------------- | ---- | ---- | ---- | ---- | ---- | ---- | ---- | ---- | ---- | ---- | ---- | ------ | ---- | --------- |
| Відкритий чемпіонат Австралії з тенісу |      |      |      | 1р   | 2р   | 3р   |      |      |      |      |      | 0 / 3  | 3–3  | 50%       |
| Відкритий чемпіонат Франції з тенісу   | К3р  | 1р   | 1р   | К2р  | 1р   | К1р  |      |      |      |      |      | 0 / 3  | 0–3  | 0%        |
| Вімблдонський турнір                   |      | 1р   | 1р   | 1р   | 1р   | К1р  |      |      |      |      |      | 0 / 4  | 0–4  | 0%        |
| Відкритий чемпіонат США з тенісу       |      | 1р   | 1р   | 1р   | 1р   | К1р  |      |      |      |      |      | 0 / 4  | 0–4  | 0%        |
| В-П                                    | 0–0  | 0–3  | 0–3  | 0–3  | 1–4  | 2–1  | 0–0  | 0–0  | 0–0  | 0–0  | 0–0  | 0 / 14 | 3–14 | 0%        |

#### Парний розряд
| Турнір                                 | 2008 | 2009 | 2010 | 2011 | 2012 | 2013 | 2014 | 2015 | 2016 | 2017 | SR    | В-П | Перемога % |
| -------------------------------------- | ---- | ---- | ---- | ---- | ---- | ---- | ---- | ---- | ---- | ---- | ----- | --- | ---------- |
| Відкритий чемпіонат Австралії з тенісу |      |      | 1р   |      | 1р   |      |      |      |      |      | 0 / 2 | 0–2 | 0%         |
| Відкритий чемпіонат Франції з тенісу   |      |      |      | 1р   |      |      |      |      |      |      | 0 / 1 | 0–1 | 0%         |
| Вімблдонський турнір                   | 2р   | 1р   |      | 1р   |      |      |      |      |      |      | 0 / 3 | 1–3 | 25%        |
| Відкритий чемпіонат США з тенісу       |      |      | 3р   |      |      |      |      |      |      |      | 0 / 1 | 1–1 | 50%        |
| В-П                                    | 1–1  | 0–1  | 1–2  | 0–2  | 0–1  | 0–0  | 0–0  | 0–0  | 0–0  | 0–0  | 0 / 7 | 2–7 | 22%        |

## Нотатки
1. ↑  Офіційні рекорди ATP неповні, бо не враховують дві поразки в Кубку Девіса 2004 року проти Сербії і Чорногорії.
2. ↑  Офіційні рекорди ATP неповні, бо не враховують дві поразки в Кубку Девіса 2004 року проти Сербії і Чорногорії.